# Mosaiquista

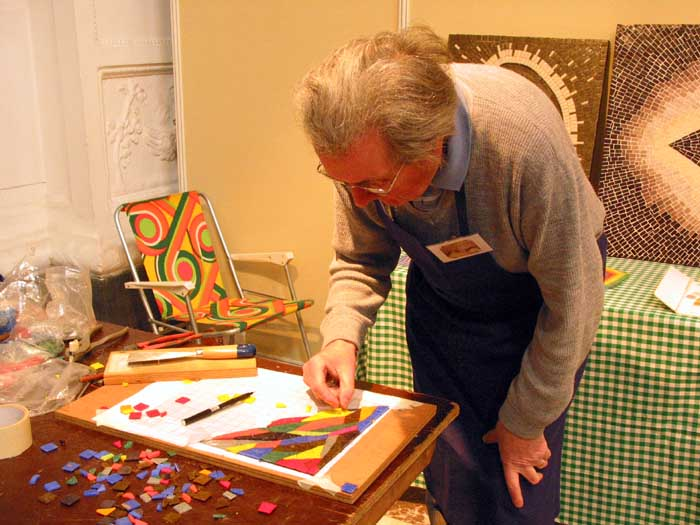

El mosaiquista es el artesano que realiza los mosaicos, obras compuestas de teselas de piedras, de vidrio, de esmalte o de tierra cocida de diversos colores que escoge, prepara, talla, ordena, ensambla, aplica sobre un apoyo y los conjunta en sus intersticios con un cemento de cal o masilla oleaginosa para formar un tipo de pintura muy realista donde mueven a menudo hombres, animales y plantas pero que, otras veces, también pueden representar figuras geométricas.

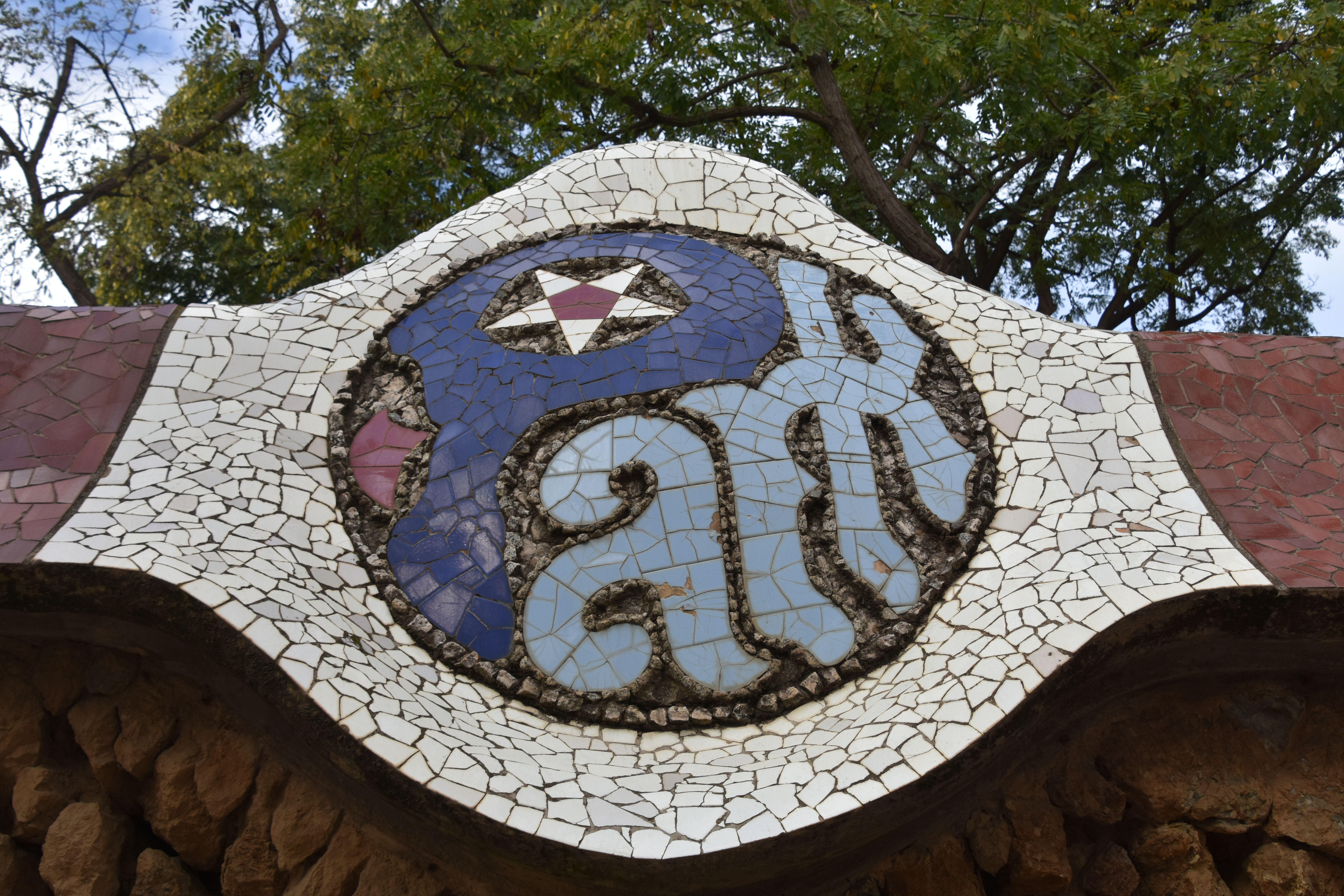
Detalle del Parque Güell donde se refleja el empleo de esta artesanía.